# Neptis comorarum
Neptis comorarum är en fjärilsart som beskrevs av Charles Oberthür 1890. Neptis comorarum ingår i släktet Neptis och familjen praktfjärilar. Inga underarter finns listade i Catalogue of Life.